# Emmotllament (psicologia)

L'emmotllament és un paradigma condicionant que es fa servir principalment en l'anàlisi experimental de la conducta. El mètode usat és el reforç diferencial d'aproximacions successives. Va ser introduït per B.F. Skinner amb coloms i més tard estès amb gossos, dofins, humans i altres especies. En l'emmotllament, la forma d'una resposta existent canvia gradualment durant les diverses proves que es realitzen envers un subjecte reforçant certs segments del comportament. La explicació de Skinner sobre l'emmotllament és la següent:
| « | Primer l'hi donem menjar a l'ocell cada cop que es giri lleugerament cap a un punt (que haurà fixat) des de la gàbia. Això incrementa la freqüència d'aquest comportament. Després detenim el reforç fins que torni a fer un moviment cap al punt de referència. Això altera la distribució general de la conducta sense produir cap unitat nova. Continuem reforçant posicions successivament cada cop més a prop del punt, després reforcem només quan el cap es mogui lleugerament cap endavant, i finalment quan el bec faci contacte amb el punt fixat. La probabilitat original de resposta és bastant baixa; en alguns casos pot ser inexistent. D'aquesta manera podem construir respostes al condicionament que no apareixerien en cap cas en el repertori conductual de l'organisme. Amb el reforç d'una sèrie successiva d'aproximacions, fem possible que passi de no realitzar cap mena de resposta o que sigui mínima a què hi hagi una alta probabilitat que es produeixi en poc temps. L'acte de girar-se cap al punt des de qualsevol espai de la gàbia, caminar cap al mateix, aixecar el cap o colpejar-lo podria semblar una conducta coherent, però està construïda mitjançant un procés continu de reforç diferencial des d'una conducta indiferenciada, com les formes que l'escultor fa a la seva figura d'argila. | » |

## Aproximacions successives
El reforçament d'aproximacions successives és cada cop més precís pel que fa a la resposta desitjada per l'entrenador. Mentre va evolucionant l'entrenament l'entrenador para de reforçar les aproximacions menys exactes. Per exemple, si s'entrena a una rata perquè accioni una palanca, les següents aproximacions successives haurien de ser reforçades:
- Girar-se cap a la palanca
- Moure's cap a la palanca
- Moure's fins a una distància determinada cap a la palanca
- Tocar la palanca amb qualsevol part del cos, com per exemple el nas
- Tocar la palanca amb una de les potes
- Accionar la palanca parcialment amb una de las potes
- Accionar totalment la palanca amb una de les potes

L'entrenador ha de començar reforçant el comportament de la primera categoria, és a dir, girar-se o mirar cap a la palanca. Quan l'animal realitzi amb normalitat la conducta anterior (girar-se), l'entrenador ha de reforçar la segona categoria (moure's cap a la palanca), després la tercera i així successivament. La resposta es va aproximant gradualment cap al comportament desitjat fins que s'arribi a l'objectiu (accionar la palanca). Al principi és normal que la rata no vulgui accionar la palanca, però al final del procés la farà servir ràpidament.

L'emmotllament a vegades falla. Un exemple usualment citat és l'intent de Marian i Keller Breland (estudiants de B.F. Skinner) d'emmotllar un porc i un os rentador per a que lliurin una moneda en una guardiola, fent servir menjar com a reforç. En comptes d'aprendre a dipositar la moneda, el porc va començar a rebolcar les monedes per terra i l'os rentador les va rentar i fregar. Els animals van tractar de la mateixa manera les monedes que els àpats que es preparen per menjar. En el cas de l'os rentador, va ser capaç d'aprendre a dipositar una moneda a la caixa per guanyar-se el menjar però no va poder aprendre processos més complicats. Aquests resultats ensenyen les limitacions cognitives de l'os rentador. D'ençà que es van documentar les observacions dels Breland han sorgit molts exemples de respostes no entrenades davant d'estímuls naturals.

## Aplicacions pràctiques
L'emmotllament es fa servir pel respostes mitjançant el condicionament operant en l'experimentació animal, i en l'anàlisi del conductisme aplicat per canviar el comportament humà i animal que es consideri disfuncional. També juga un rol important en l'entrenament comercial d'animals. L'emmotllament ajuda en la "discriminació", és a dir, l'habilitat per diferenciar entre un estímul que està reforçat o no, i en la "generalització", que és l'aplicació d'una resposta apresa en una situació en una altra de similar.
L'emmotllament també es pot fer servir en centres de rehabilitació. Per exemple, entrenar en barres paral·leles pot aproximar-se a caminar amb un caminador. També pot ensenyar als pacients en com incrementar el temps per cada cada cop que van al lavabo.

## Autoemmotllament
L'auto emmotllament (a vegades anomenat seguiment de signes) és un dels exemples dins dels procediments experimental fets servir per estudiar el condicionament clàssic. En l'auto emmotllament, al contrari que a l'emmotllament, la recompensa es lliura independentment del comportament de l'animal. En la seva forma més simple l'auto emmotllament és molt similar al procediment salivar condicionant que va fer servir Pavlov amb gossos. Els gossos naturalment salivaven (resposta no-conductual) amb el menjar (estímul no-conductual) que se'ls hi donava, però a través de l'entrenament salivaven amb la tonalitat que anunciava el menjar. En l'auto emmotllament s'encén una llum abans de donar el menjar als animals. Els animals naturalment tenen una reacció consumatoria en referència al menjar que se'ls hi dona, però amb entrenament realitzen la mateixa reacció amb l'estímul que anuncia el menjar.
L'auto emmotllament ens presenta un problema interessant basat en l'afirmació de Skinner de què s'hauria de fer servir l'emmotllament com a mètode per a ensenyar a un colom a picotejar una clau. Després de tot, si un animal es pot emmotllar a si mateix, per què hem de fer nosaltres aquest procés laboriós? L'auto emmotllament també contradiu el principi de reforç de Skinner. Durant l'auto emmotllament, el menjar es lliura independentment del comportament de l'animal. Si hi ha algun reforç, les conductes estranyes incrementarien en la freqüència que es donen perquè els animals serien recompensats amb menjar. No obstant això, el picoteig de claus en coloms es dona de manera fiable, encara que el comportament no sigui recompensat.
Però l'evidència més clara de què l'auto emmotllament està basat en Pavlov i no en Skinner va ser trobada fent servir l'omissió procedural. En aquest procediment, el menjar normalment està programat per ser entregat durant cada presentació d'un estímul, excepte en els casos en què l'animal realitza una resposta consumatoria a l'estímul, en aquest cas el menjar es reté. Si la conducta estigues sota control instrumental, l'animal deixaria d'intentar consumir els estímuls, ja que aquesta conducta comporta que no s'entregui el menjar. Però els animals persisteixen en intentar consumir els estímuls condicionats durant milers de cops (un fenomen conegut com a auto manteniment negatiu), en ser incapaços de parar aquesta resposta al comportament condicionada a l'estímul encara que això faci que no se'ls lliuri la recompensa.